# Ode
En ode er et højstemt lyrisk digt i strofisk form, oprindelig reciteret med musikledsagelse.
Den græske ode begynder med Sapfo og Alkaios (600-tallet f.Kr.) og når et højdepunkt med Pindars sejrssange (epinikier). Størst betydning for oden fik den romerske digter Horats.
Fra renæssancen har oden været en vigtig lyrisk form i europæisk litteratur, blandt andet repræsenteret ved Pierre de Ronsard, Alphonse de Lamartine, Paul Claudel; Bernardo Tasso, Alessandro Manzoni; John Dryden, Lord Byron, John Keats; Aleksandr Pusjkin, Mikhail Lermontov; Friedrich Klopstock, Friedrich Hölderlin og Henrik Wergeland.
Af danske kan nævnes Johannes Ewald, Carsten Hauch og Holger Drachmann.
Europahymnen bygger på Beethovens bearbejding af Shillers ode An die Freude